# Вахнянин, Анатоль Климентьевич
Анатоль Климентьевич Вахнянин (укр. Анатоль Климович Вахнянин, 19 сентября 1841, с. Сенява, Австрийская империя — 11 февраля 1908, Лемберг, Австро-Венгерская империя) — украинский политический деятель, композитор, журналист и педагог; дядя Богдана Вахнянина.

## Биография
Анатоль Вахнянин родился 19 сентября 1841 года в селе Сенява, недалеко от Перемышля, в семье греко-католического священника. С 1852 года он обучался в Перемышльской гимназии, с 1859 по 1863 год изучал теологию во Львовской Духовной семинарии, занимался литературной и музыкальной деятельностью.
Некоторое время преподавал народное наречие в гимназии в Перемышле, затем переехал в Вену. Учась на философском факультете Венского университета, в 1867 году организовал и возглавил студенческое товарищество «Сечь». С 1867 года являлся редактором «Правды». По окончании университета в 1868 году вернулся во Львов, где продолжил педагогическую деятельность в Академической гимназии. В 1868 году стал одним из организаторов и первым главой товарищества «Просвита». В 1878—1879 годах являлся редактором издания «Письма з Просвіти», соредактором газеты «Діло». В 1870 году организовал музыкально-хоровое товарищество «Торбан».
В 1885 году Вахнянин вместе с Юлианом Романчуком организовал «народовскую» политическую организацию «Народная рада». Эта организация стала продвигать идеи «украинства», выступая в оппозиции к русофилам, которые считали себя русскими малороссами, и сторонникам «русинства», которые считали русинов самостоятельной национальностью. В 1890 году вместе с другими лидерами «народовцев» стал инициатором политики «новой эры». В этом же году Вахнянин и Романчук объявили с трибуны галицкого сейма, что народ, населяющий Галичину — это украинцы, и они не имеют ничего общего с русскими. С этого момента австрийские власти в Галиции начали проводить политику украинизации, началась борьба с русофильскими партиями и организациями. В 1894—1900 годах Вахнянин являлся депутатом Галицкого Сейма Венского парламента.
В 1903 году А. Вахнянин основал Высший музыкальный институт им. Н. Лысенко во Львове, и стал его первым директором. Также был основателем и руководителем «Союза певческих и музыкальных товариществ». Сотрудничал с журналом «Артистичний Вістник».
Умер 11 февраля 1908 года во Львове, похоронен на Лычаковском кладбище.

## Произведения
А. Вахнянин является автором оперы «Купало», музыки к драмам Т. Шевченко «Назар Стодоля», Ф. Заревича «Бондарівна», хоров, песен, а также литературных произведений «Три тополя», «Рассказы и юморески» (1902), «Воспоминания о жизни» (1908), школьных учебников.